# Prionospio multicristata
Prionospio multicristata är en ringmaskart som beskrevs av Anne D. Hutchings och Rainer 1979. Prionospio multicristata ingår i släktet Prionospio och familjen Spionidae.
Artens utbredningsområde är havet kring Nya Zeeland. Inga underarter finns listade i Catalogue of Life.